# あきづき空太
あきづき 空太（あきづき そらた、3月21日 - ）は、日本の漫画家。AB型。愛知県出身。女性。

## 来歴
2002年、「ユートピア」（『LaLa DX』（白泉社）2003年1月号）にてデビュー（第31回ララまんがグランプリ（LMG）ゴールドデビュー賞受賞）。以後、『LaLa』（同）、『LaLaDX』にて執筆活動を展開。
2006年、『LaLa DX』にて「赤髪の白雪姫」を読切として発表。2007年、同誌にて続編が掲載され、2011年9月号まで連載。その後は掲載紙を移り、『LaLa』2011年11月号より連載再開。
2009年から2010年まで、『LaLa』にて「青春攻略本」を不定期連載。

## 作品リスト

### 連載
- 赤髪の白雪姫（『LaLaDX』2006年9月号、2007年3月号 - 2011年9月号、『LaLa』2011年11月号 - ）
- 青春攻略本（『LaLa』2009年3月号、7月号、2010年1月号、5月号 - 7月号）

### 読み切り
- ユートピア（『LaLaDX』2003年1月号） - デビュー作。
- 僕らをつないで。（『LaLa』2003年4月号） - 『赤髪の白雪姫』2巻に併録。
- 八月の四季彩（『LaLaDX』2003年7月号） - 『赤髪の白雪姫』1巻に併録。
- 雫の先に（『LaLaDX』2004年1月号） - 『赤髪の白雪姫』13巻に併録。
- 冬ほどき（『LaLaDX』2005年1月号） - 『青春攻略本』1巻に併録。
- 祈りに世界は咲いて（『LaLaDX』2005年7月号）
- おとぎばなしの筆（『LaLa』2008年1月号） - 『ヴァーリアの花婿』に併録。
- ヴァーリアの花婿（『LaLa』2011年1月号） - 『ヴァーリアの花婿』に収録。
- 龍の守唄（『LaLa』2011年8月号） - 『ヴァーリアの花婿』に収録。
- 銀世界の証明（『白LaLa』LaLa2011年12月号増刊） - 『ヴァーリアの花婿』に収録。
- 夏休み00日目（『青LaLa』LaLa2012年8月号増刊）－『赤髪の白雪姫』14巻に併録。
- 綻びのランプ（『LaLa』2017年10月号）

### 書籍
詳細は各リンク先を参照。全て白泉社の花とゆめコミックスレーベルより刊行。
- 『赤髪の白雪姫』、2007年 - 、既刊27巻（2025年5月2日現在）
- 『青春攻略本』、2009年 - 2010年、全2巻
- 『ヴァーリアの花婿』、2012年3月5日発売[4]、ISBN 978-4-592-19436-1、短編集